# 大阪府立摂津支援学校
大阪府立摂津支援学校（おおさかふりつ せっつしえんがっこう）は、大阪府摂津市鳥飼上一丁目にある特別支援学校。高槻市との境に位置し、敷地の大半は高槻市だが、校舎の部分は摂津市の飛び地となっており住所も摂津市となっている。

## 概要
知的障害のある児童・生徒を主な支援教育の対象にし、小学部・中学部・高等部を設置する。同じ敷地内に大阪府立とりかい高等支援学校を併設している。このように性格の異なる学校を併設するのは全国的にも珍しい。

## 沿革
前身は2010年に設置された大阪府立吹田支援学校鳥飼校である。大阪府立鳥飼高等学校の跡地に開校した。
その後2013年に大阪府立摂津支援学校として独立開校し、同時に大阪府立とりかい高等支援学校も開校した。
年表
- 2010年4月1日 - 大阪府立鳥飼高等学校跡地に大阪府立吹田支援学校鳥飼校を設置。
- 2013年1月1日 - 大阪府の条例により大阪府立摂津支援学校を設置。
- 2013年4月1日 - 大阪府立摂津支援学校として独立開校。同時に大阪府立とりかい高等支援学校も開校。

## 学区
- 摂津市
- 吹田市の一部
- 高槻市の一部
- 茨木市の一部（高等部は対象外）

※ただし、茨木市在住で高等部への入学を希望する者は原則として大阪府立茨木支援学校へ進学する。

## 交通
- 阪急バス・京阪バス 上鳥飼北バス停。
- 阪急バス 上鳥飼バス停。
- 京阪本線 香里園駅 西へ約3.7km。
- 阪急京都線 南茨木駅 南東へ約4.7km。